# Сарнавський Богдан Ігорович
Богда́н І́горович Сарна́вський (нар. 29 січня 1995, Київ, Україна) — український футболіст, воротар польського клубу «Лехія». Учасник молодіжного чемпіонату світу 2015 (4 гри, з них три «сухі», 1 пропущений м'яч).

## Клубні виступи

### Початок кар'єри
Богдан Сарнавський — вихованець київського футболу. Починав займатися «грою № 1» у ДЮФШ «Динамо», з якої був відрахований зі штампом «безперспективний». Однак хлопець продовжив заняття у групі підготовки київського «Арсенала» і вже у 18-річному віці дебютував у Прем'єр-лізі в матчі проти дніпропетровського «Дніпра», у якому «каноніри» поступилися з рахунком 0:3. Цікаво, що вже у другому поєдинку Богдана було вилучено з поля за фол останньої надії проти нападника «Іллічівця» Руслана Фоміна.

### «Шахтар»
18 червня 2013 року підписав контракт із донецьким «Шахтарем». І свого шансу він чекав дуже довго. Але у грі чемпіонату України 2015/16 він усе ж таки дебютував в основному складі: це був матч із «Металургом», де Богдан відбив пенальті. Зіграв в 1/4 Кубка України того ж сезону в матчі проти «Ворскли» (1:2), де пропустив два м'ячі, останній на 88 хвилині. У вересні 2016 року за обопільною згодою розірвав контракт із донецький клубом та отримав статус вільного агента.

### «Уфа»
У вересні 2016 року перейшов до російської «Уфи», яка виступала у Прем'єр-лізі Росії. Але за команду не зіграв жодного матчу.

### «Ворскла»
У січні 2017 став гравцем українського клубу «Ворскла», підписавши контракт на 1,5 роки. Рік потому Сарнавський залишив клуб.

### «Верес»
Взимку 2018 року стало відомо, що Сарнавський продовжить кар'єру у рівненському «Вересі». Дебютував за команду 4 березня 2018 року в матчі 22-го туру Прем'єр-ліги проти «Сталі» (1:0), вийшовши у стартовому складі і відіграв усі 90 хвилин.

### «Львів»
Влітку 2018 року на основі «Вереса» у Прем'єр-лізі був заявлений «Львів», до складу якого перейшли ряд гравців рівненців, в тому числі і Сарнавський. У сезоні 2019/20 6 разів виходив переможцем в 11 пенальті, завдяки чому повторив один з рекорд ліги української Прем'єр-Ліги, встановлений в сезоні-1993/94 голкіпером «Кривбасу» Валерієм Воробйовим. У 5 випадках Сарнавський сам парирував пенальті, а ще в одному м'яч пролетів повз ворота.

### «Дніпро-1»
Влітку 2020 року став гравцем «Дніпра-1».

## Збірна
Починаючи із 2010 року Сарнавський постійно викликався до юнацьких збірних України різних категорій, де зазвичай був основним воротарем. Журналісти та критики називали його в числі найперспективніших футболістів країни.

## Родина
У деяких джерелах вказується, що Богдан є сином колишнього захисника рівненського клубу «Верес» та низки інших українських клубів Ігоря Сарнавського. Але насправді батько Богдана є тезкою цього футболіста, і, як зазначає сам Богдан, ніколи не грав у футбол.